# Hopea jucunda
Hopea jucunda är en tvåhjärtbladig växtart. Hopea jucunda ingår i släktet Hopea och familjen Dipterocarpaceae.

## Underarter
Arten delas in i följande underarter:
- H. j. jucunda
- H. j. modesta